# Zápas na Letních olympijských hrách 1976 – muži, volný styl do 90 kg
Zápas ve volném stylu ve váhové kategorii do 90 kg probíhal na Letních olympijských hrách 1976 v Montrealu, v multifunkční hale Maurice Richard Arena. O medaile se utkalo celkem 21 zápasníků.

## Turnajové výsledky
Za prohru zápasníci získávají záporné body. 6 bodů vyřazuje zápasníka z dalších bojů. Poté, co zbývají poslední tři borci, utkají se tito ve finálovém kole o medaile.
Legenda
- TF — Lopatkové vítězství
- IN — Vítězství pro soupeřovo zranění
- DQ — Vítězství pro soupeřovu pasivitu
- D1 — Vítězství pro soupeřovu pasivitu, vítěz taktéž napomínán
- D2 — Oba zápasníci diskvalifikováni pro pasivitu
- FF — Kontumační vítězství
- DNA — Soupeř nenastoupil
- TPP — Trestné body celkem
- MPP — Trestné body za zápas

Sankce
- 0 - Lopatkové vítězství, technická převaha, pro pasivitu, zranění soupeře, nenastoupení
- 0,5 - Výhra na body, 8-11 bodů rozdíl
- 1 - Výhra na body, 1-7 bodů rozdíl
- 2 - Výhra pro pasivitu, vítěz taktéž napomínán
- 3 - Prohra na body, 1-7 body rozdíl
- 3,5 - Prohra na body, 8-11 bodů rozdílu
- 4 - Prohra lopatková, technickou převahu, pro pasivitu, zranění, nenastoupení

### Kolo 1
| TPP | MPP |                         | Skóre     |                                 | MPP | TPP |
| --- | --- | ----------------------- | --------- | ------------------------------- | --- | --- |
| 4   | 4   | Maurice Allan (GBR)     | 4 - 32    | Frank Andersson (SWE)           | 0   | 0   |
| 0   | 0   | Levan Tedyjašvili (URS) | TF / 1:47 | Wayne Thomas (ISV)              | 4   | 4   |
| 4   | 4   | Peter Neumair (FRG)     | TF / 0:46 | Horst Stottmeister (GDR)        | 0   | 0   |
| 3   | 3   | Géza Molnár (HUN)       | 3 - 6     | Paweł Kurczewski (POL)          | 1   | 1   |
| 0   | 0   | Salah Uddin (PAK)       | TF / 3:53 | Dashdorjiin Tserentogtokh (MGL) | 4   | 4   |
| 4   | 4   | Keijo Manni (FIN)       | TF / 2:59 | Šukri Achmedov (BUL)            | 0   | 0   |
| 1   | 1   | Benjamin Peterson (USA) | 7 - 4     | Stelian Morcov (ROU)            | 3   | 3   |
| 0.5 | 0.5 | Bárbaro Morgan (CUB)    | 13 - 5    | İsmail Temiz (TUR)              | 3.5 | 3.5 |
| 0   | 0   | Jošiaki Jacu (JPN)      | TF / 8:32 | Alireza Soleimani (IRI)         | 4   | 4   |
| 4   | 4   | Michel Grangier (FRA)   | TF / 0:59 | Terry Paice (CAN)               | 0   | 0   |
| 0   |     | Ambroise Sarr (SEN)     |           | Bye                             |     |     |

### Kolo 2
| TPP | MPP |                                 | Skóre     |                         | MPP | TPP |
| --- | --- | ------------------------------- | --------- | ----------------------- | --- | --- |
| 4   | 4   | Ambroise Sarr (SEN)             | TF / 3:59 | Maurice Allan (GBR)     | 0   | 4   |
| 4   | 4   | Frank Andersson (SWE)           | 2 - 16    | Levan Tedyjašvili (URS) | 0   | 0   |
| 8   | 4   | Wayne Thomas (ISV)              | TF / 0:40 | Peter Neumair (FRG)     | 0   | 4   |
| 0   | 0   | Horst Stottmeister (GDR)        | DQ / 5:46 | Géza Molnár (HUN)       | 4   | 7   |
| 1   | 0   | Paweł Kurczewski (POL)          | TF / 1:50 | Salah Uddin (PAK)       | 4   | 4   |
| 8   | 4   | Dashdorjiin Tserentogtokh (MGL) | TF / 5:35 | Keijo Manni (FIN)       | 0   | 4   |
| 3   | 3   | Šukri Achmedov (BUL)            | 13 - 14   | Benjamin Peterson (USA) | 1   | 2   |
| 4   | 1   | Stelian Morcov (ROU)            | 9 - 8     | Bárbaro Morgan (CUB)    | 3   | 3.5 |
| 6.5 | 3   | İsmail Temiz (TUR)              | 7 - 13    | Jošiaki Jacu (JPN)      | 1   | 1   |
| 4   | 0   | Alireza Soleimani (IRI)         | 21 - 7    | Michel Grangier (FRA)   | 4   | 8   |
| 0   |     | Terry Paice (CAN)               |           | Bye                     |     |     |

### Kolo 3
| TPP | MPP |                          | Skóre     |                         | MPP | TPP |
| --- | --- | ------------------------ | --------- | ----------------------- | --- | --- |
| 0   | 0   | Terry Paice (CAN)        | DQ / 5:20 | Ambroise Sarr (SEN)     | 4   | 8   |
| 8   | 4   | Maurice Allan (GBR)      | TF / 1:05 | Levan Tedyjašvili (URS) | 0   | 0   |
| 4   | 0   | Frank Andersson (SWE)    | TF / 3:56 | Peter Neumair (FRG)     | 4   | 8   |
| 0   | 0   | Horst Stottmeister (GDR) | TF / 5:11 | Paweł Kurczewski (POL)  | 4   | 5   |
| 8   | 4   | Salah Uddin (PAK)        | TF / 5:17 | Keijo Manni (FIN)       | 0   | 4   |
| 7   | 4   | Šukri Achmedov (BUL)     | DQ / 7:26 | Stelian Morcov (ROU)    | 0   | 4   |
| 2   | 0   | Benjamin Peterson (USA)  | 19 - 2    | Jošiaki Jacu (JPN)      | 4   | 5   |
| 3.5 | 0   | Bárbaro Morgan (CUB)     | TF / 2:55 | Alireza Soleimani (IRI) | 4   | 8   |

### Kolo 4
| TPP | MPP |                         | Skóre     |                          | MPP | TPP |
| --- | --- | ----------------------- | --------- | ------------------------ | --- | --- |
| 3   | 3   | Terry Paice (CAN)       | 3 - 8     | Frank Andersson (SWE)    | 1   | 5   |
| 0   | 0   | Levan Tedyjašvili (URS) | 17 - 3    | Horst Stottmeister (GDR) | 4   | 4   |
| 5   | 0   | Paweł Kurczewski (POL)  | TF / 0:57 | Keijo Manni (FIN)        | 4   | 8   |
| 2   | 0   | Benjamin Peterson (USA) | TF / 7:39 | Bárbaro Morgan (CUB)     | 4   | 7.5 |
| 4   | 0   | Stelian Morcov (ROU)    | DQ / 8:36 | Jošiaki Jacu (JPN)       | 4   | 9   |

### Kolo 5
| TPP | MPP |                        | Skóre     |                          | MPP | TPP |
| --- | --- | ---------------------- | --------- | ------------------------ | --- | --- |
| 7   | 4   | Terry Paice (CAN)      | DQ / 4:30 | Levan Tedyjašvili (URS)  | 0   | 0   |
| 8.5 | 3.5 | Frank Andersson (SWE)  | 6 - 17    | Horst Stottmeister (GDR) | 0.5 | 4.5 |
| 8.5 | 3.5 | Paweł Kurczewski (POL) | 4 - 13    | Benjamin Peterson (USA)  | 0.5 | 2.5 |
| 4   |     | Stelian Morcov (ROU)   |           | Bye                      |     |     |

### Kolo 6
| TPP | MPP |                          | Skóre  |                         | MPP | TPP |
| --- | --- | ------------------------ | ------ | ----------------------- | --- | --- |
| 7   | 3   | Stelian Morcov (ROU)     | 2 - 7  | Levan Tedyjašvili (URS) | 1   | 1   |
| 7.5 | 3   | Horst Stottmeister (GDR) | 8 - 13 | Benjamin Peterson (USA) | 1   | 3.5 |

### Finále
Výsledky z předchozích kol se započítávají do finále (žlutě zvýrazněno)
| TPP | MPP |                         | Skóre  |                         | MPP | TPP |
| --- | --- | ----------------------- | ------ | ----------------------- | --- | --- |
|     | 1   | Benjamin Peterson (USA) | 7 - 4  | Stelian Morcov (ROU)    | 3   |     |
| 6   | 3   | Stelian Morcov (ROU)    | 2 - 7  | Levan Tedyjašvili (URS) | 1   |     |
| 2   | 1   | Levan Tedyjašvili (URS) | 11 - 5 | Benjamin Peterson (USA) | 3   | 4   |

## Finálové pořadí
1. Levan Tedyjašvili (URS)
2. Benjamin Peterson (USA)
3. Stelian Morcov (ROU)
4. Horst Stottmeister (GDR)
5. Terry Paice (CAN)
6. Paweł Kurczewski (POL)
7. Frank Andersson (SWE)
8. Bárbaro Morgan (CUB)